# Ada Leonard
Ada Leonard (* 22. Juli 1915 in Lawton, Oklahoma; † 29. November 1997 in Santa Monica, Kalifornien) war eine US-amerikanische Bandleaderin, bekannt für die Gründung einer Frauen-Bigband in der Swing-Ära (Ada Leonard and her All American Girls).

## Leben und Wirken
Leonard war die Tochter eines Schauspielers und einer Tänzerin und Musikerin und trat selbst mit drei Jahren erstmals auf der Bühne auf. Sie lernte Klavier und Cello, war aber als Musikerin nicht so begabt, dass sie daraus einen Beruf machen konnte,  und begann mit Burlesque-Auftritten in Chicago. Ihre Auftritte hatten Klasse und verschafften ihr einen Ruf als Burlesque Queen. Nachdem sie 1939 die Frauenband von Rita Rio gesehen hatte, beschloss sie etwas Ähnliches zu machen und gründete 1940 ebenfalls eine reine (euro-amerikanische) Frauen-Bigband. Die Musikerinnen hatten anfangs Bedenken; Leonard erwies sich aber als hartgesottene Geschäftsfrau, die loyal zu ihren Musikerinnen stand. 1941 begannen sie für die Truppenbetreuung (USO) zu touren und wandelten sich zunehmend in eine echte Swing-Band. Sie leitete ihr All American Girl Orchestra bis Mitte der 1950er Jahre, wobei das Orchester wieder mehr zu seichterem Repertoire wechselte. 1952 bis 1954 hatte sie eine eigene TV-Show mit ihrer Band. Danach erwog sie kurze Zeit sich zur Ruhe zu setzen, übernahm dann aber die Leitung einer neuen Band, diesmal nur aus Männern.
Zu den Mitgliedern ihrer Band gehörten die Trompeterin Jane Sage, die Saxophonistin Ethel Kirkpatrick, die Schlagzeugerin Fagle Liebman, die Saxophonistin Roz Cron (später bei den International Sweethearts of Rhythm) sowie die Trompeterinnen Norma Carson und Fran Shirley.